# Tour d'Italie 1950

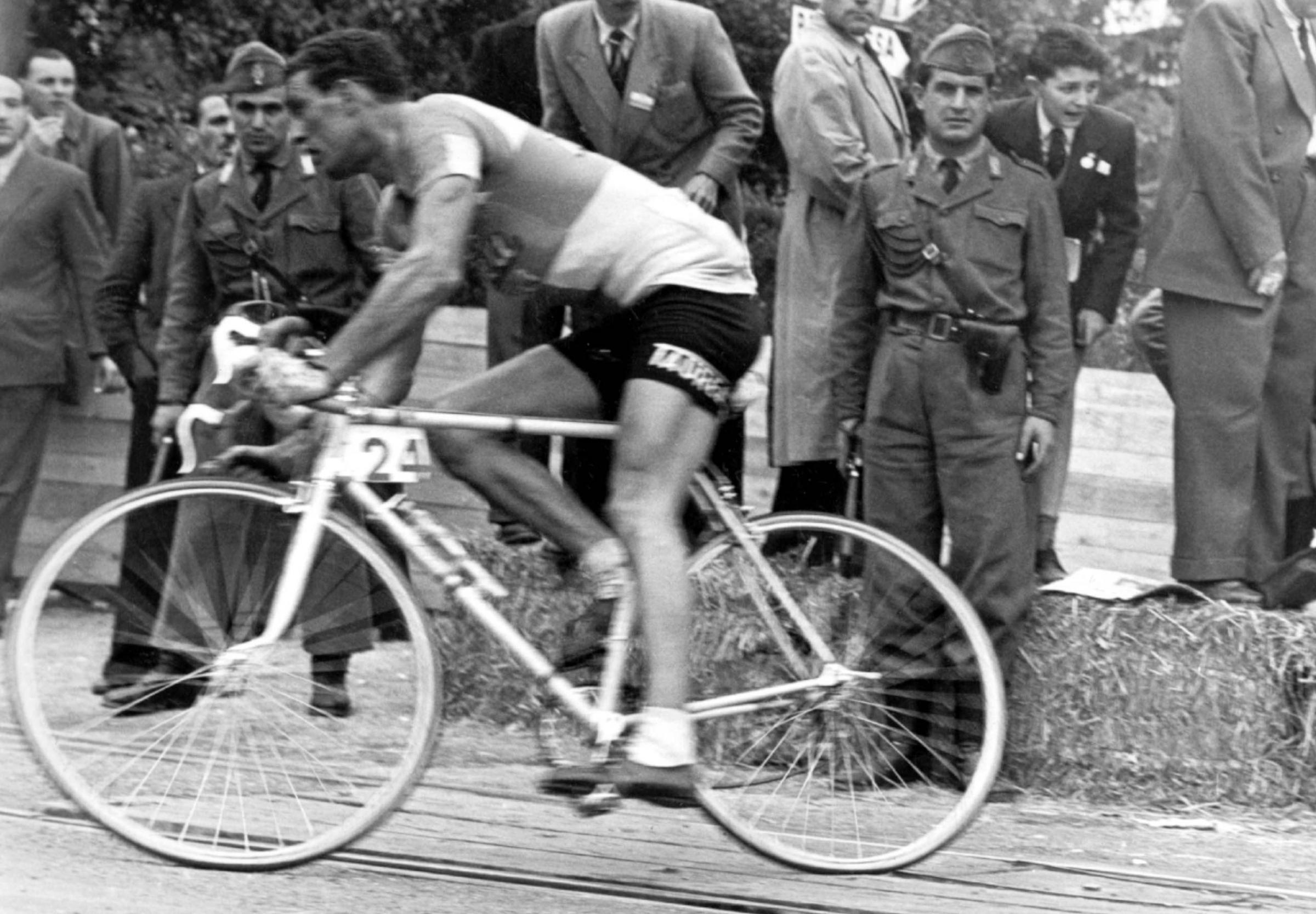
Alfredo Martini durant la deuxième étape du Giro de 1950.

La 33e édition du Tour d'Italie s'est élancée de Milan le 24 mai 1950 et est arrivée à Rome le 13 juin. Ce Giro a été remporté par le Suisse Hugo Koblet. Cette édition marque pour la première fois la victoire d'un non-Italien.
La course est l'une des épreuves comptant pour le Challenge Desgrange-Colombo.

## Équipes participantes
| N.    | Code | Équipe  |
| ----- | ---- | ------- |
| 1-7   | BIA  | Bianchi |
| 8-14  | BAR  | Bartali |
| 15-21 | WIL  | Wilier  |
| 22-28 | LEG  | Legnano |
| 29-35 | TAU  | Taurea  |
| 36-42 | ATA  | Atala   |
| 43-49 | GAN  | Ganna   |
| 50-56 | FRE  | Frejus  |

| N.     | Code | Équipe     |
| ------ | ---- | ---------- |
| 57-63  | BOT  | Bottecchia |
| 64-70  | VIS  | Viscontea  |
| 71-77  | CIM  | Cimatti    |
| 78-84  | HEL  | Helyett    |
| 85-91  | ARB  | Arbos      |
| 92-98  | BEN  | Benotto    |
| 99-105 | GUE  | Guerra     |

## Classement général
| Classement général final |                   |
| --- | ----------------- |
| \| 1. Hugo Koblet \| 117 h 28 min 03 s \| \| 2. Gino Bartali \| à 5 min 12 s \| \| 3. Alfredo Martini \| à 8 min 41 s \| \| 4. Ferdi Kübler \| à 8 min 45 s \| \| 5. Luciano Maggini \| à 10 min 49 s \| \| 6. Fiorenzo Magni \| à 12 min 14 s \| \| 7. Silvio Pedroni \| à 13 min 07 s \| \| 8. Luciano Pezzi \| à 14 min 34 s \| \| 9. Giulio Bresci \| à 18 min 08 s \| \| 10. Pietro Giudici \| à 20 min 05 s \| \| \| \| |                   |
| 1. Hugo Koblet | 117 h 28 min 03 s |
| 2. Gino Bartali | à 5 min 12 s      |
| 3. Alfredo Martini | à 8 min 41 s      |
| 4. Ferdi Kübler | à 8 min 45 s      |
| 5. Luciano Maggini | à 10 min 49 s     |
| 6. Fiorenzo Magni | à 12 min 14 s     |
| 7. Silvio Pedroni | à 13 min 07 s     |
| 8. Luciano Pezzi | à 14 min 34 s     |
| 9. Giulio Bresci | à 18 min 08 s     |
| 10. Pietro Giudici | à 20 min 05 s     |
| |                   |

## Étapes
| Étape     | Date     | Villes étapes                  | km  | Vainqueur d'étape  | Leader du classement général |
| 1re étape | 24 mai   | Milan – Salsomaggiore Terme    | 225 | Oreste Conte       | Oreste Conte                 |
| 2e étape  | 25 mai   | Salsomaggiore Terme - Florence | 245 | Alfredo Martini    | Fritz Schär                  |
| 3e étape  | 26 mai   | Florence - Livourne            | 148 | Olimpio Bizzi      | Fritz Schär                  |
| 4e étape  | 27 mai   | Livourne - Gênes               | 216 | Antonio Bevilacqua | Fritz Schär                  |
| 5e étape  | 28 mai   | Gênes - Turin                  | 245 | Franco Franchi     | Fritz Schär                  |
| 6e étape  | 29 mai   | Turin - Locarno                | 220 | Hugo Koblet        | Fritz Schär                  |
| 7e étape  | 31 mai   | Locarno - Brescia              | 293 | Luciano Maggini    | Alfredo Martini              |
| 8e étape  | 1er juin | Brescia - Vicence              | 214 | Hugo Koblet        | Hugo Koblet                  |
| 9e étape  | 2 juin   | Vicence - Bolzano              | 272 | Gino Bartali       | Hugo Koblet                  |
| 10e étape | 4 juin   | Bolzano - Milan                | 294 | Mario Fazio        | Hugo Koblet                  |
| 11e étape | 5 juin   | Milan - Ferrare                | 251 | Adolfo Leoni       | Hugo Koblet                  |
| 12e étape | 6 juin   | Ferrare - Rimini               | 144 | Antonio Bevilacqua | Hugo Koblet                  |
| 13e étape | 7 juin   | Rimini – Arezzo                | 244 | Luciano Maggini    | Hugo Koblet                  |
| 14e étape | 8 juin   | Arezzo - Pérouse               | 185 | Fritz Schär        | Hugo Koblet                  |
| 15e étape | 10 juin  | Pérouse - L'Aquila             | 185 | Giancarlo Astrua   | Hugo Koblet                  |
| 16e étape | 11 juin  | L'Aquila – Campobasso          | 203 | Fiorenzo Magni     | Hugo Koblet                  |
| 17e étape | 12 juin  | Campobasso - Naples            | 167 | Annibale Brasola   | Hugo Koblet                  |
| 18e étape | 13 juin  | Naples - Rome                  | 230 | Oreste Conte       | Hugo Koblet                  |

## Classements annexes
| Classement de la montagne | Hugo Koblet       | ... points |
| Deuxième                  | Gino Bartali      | ... points |
| Troisième                 | Vittorio Rossello | ... points |

## Liste des coureurs
| Bianchi | Bartali | Wilier Triestina |
| - 1 Fausto Coppi (Ita) ab - 2 Désiré Keteleer (Bel) 42e - 3 Oreste Conte (Ita) 64e - 4 Serse Coppi (Ita) 60e - 5 Andrea Carrea (Ita) 69e - 6 Ettore Milano (Ita) 51e - 7 Fiorenzo Crippa (Ita) 54e                    | - 8 Gino Bartali (Ita) 2e - 9 Mario Gestri (Ita) 75e - 10 Giovanni Corrieri (Ita) 67e - 11 Mario Baroni (Ita) 35e - 12 Attilio Lambertini (Ita) 62e - 13 Angelo Brignole (Ita) 66e - 14 Bruno Giannelli (Ita) 59e       | - 15 Fiorenzo Magni (Ita) 6e - 16 Antonio Bevilacqua (Ita) 29e - 17 Egidio Feruglio (Ita) 61e - 18 Adolfo Grosso (Ita) 63e - 19 Selvino Selvatico (Ita) ab - 20 Giuseppe Molinari (Ita) ab - 21 Giuseppe Ausenda (Ita) ab |
| Legnano | Taurea | Atala |
| - 22 Adolfo Leoni (Ita) ab - 23 Pasquale Fornara (Ita) 12e - 24 Virgilio Salimbeni (Ita) 23e - 25 Renzo Soldani (Ita) 32e - 26 Luciano Frosini (Ita) ab - 27 Giuseppe Minardi (Ita) 55e - 28 Giorgio Albani (Ita) 46e | - 29 Luciano Maggini (Ita) 5e - 30 Alfredo Martini (Ita) 3e - 31 Giancarlo Astrua (Ita) 25e - 32 Vincenzo Rossello (Ita) 27e - 33 Vittorio Rossello (Ita) 24e - 34 Franco Franchi (Ita) 22e - 35 Ugo Fondelli (Ita) 49e | - 36 Vito Ortelli (Ita) ab - 37 Luigi Casola (Ita) 70e - 38 Luciano Pezzi (Ita) 8e - 39 Guido De Santi (Ita) 50e - 40 Armando Peverelli (Ita) 37e - 41 Valeriano Zanazzi (Ita) 68e - 42 Widmer Servadei (Ita) 57e         |
| Ganna | Frejus | Bottecchia |
| - 43 Nedo Logli (Ita) ab - 44 Aldo Bini (Ita) ab - 45 Angelo Fumagalli (Ita) 36e - 46 Vittorio Seghezzi (Ita) ab - 47 Donato Zampini (Ita) 14e - 48 Giovanni Meazzo (Ita) ab - 49 Luciano Chiti (Ita) ab              | - 50 Ferdi Kübler (Sui) 4e - 51 Jean Goldschmit (Lux) 40e - 52 Silvio Pedroni (Ita) 7e - 52 Giuseppe Doni (Ita) 58e - 54 Franco Fanti (Ita) 56e - 55 Armando Barducci (Ita) 16e - 56 Antonio Covolo (Ita) 71e           | - 57 Giulio Bresci (Ita) 9e - 58 Alfredo Pasotti (Ita) 21e - 59 Serafino Biagioni (Ita) ab - 60 Dino Ottusi (Ita) 44e - 61 Giacomo Zampieri (Ita) 19e - 62 Mario Fazio (Ita) 47e - 63 Marcello Paolieri (Ita) 73e         |
| Viscontea | Cimatti | Helyett |
| - 64 Jean Robic (Fra) ab - 65 André Brulé (Fra) 33e - 66 Claudio Ricci (Ita) ab - 67 Primo Volpi (Ita) 38e - 68 Mario Vicini (Ita) 18e - 69 Nello Sforacchi (Ita) 39e - 70 Dante Rivola (Ita) ab                      | - 71 Danilo Barozzi (Ita) ab - 72 Dino Rossi (Ita) 31e - 73 Ezio Cecchi (Ita) 17e - 74 Pietro Giudici (Ita) 10e - 75 Oliviero Tonini (Ita)c65e - 76 Guido Cavalli (Ita) ab - 77 Bruno Pasquini (Ita) 20e                | - 78 Apo Lazaridès (Fra) 34e - 79 Lucien Teisseire (Fra) ab - 80 Lucien Lazaridès (Fra) ab - 81 Pierre Cogan (Fra) ab - 82 Nello Lauredi (Fra) 15e - 83 Émile Teisseire (Fra) ab - 84 José Beyaert (Fra) 72e              |
| Arbos | Benotto | Guerra |
| - 85 Fritz Schär (Sui) 11e - 86 Renzo Zanazzi (Ita) 48e - 87 Bruno Pontisso (Ita) ab - 88 Livio Isotti (Ita) ab - 89 Leo Castellucci (Ita) 30e - 90 Sergio Pagliazzi (Ita) 28e - 91 Enzo Coppini (Ita) ab             | - 92 Aldo Ronconi (Ita) 13e - 93 Umberto Drei (Ita) ab - 94 Aldo Tosi (Ita) ab - 95 Valerio Bonini (Ita) 26e - 96 Giorgio Cargioli (Ita) ab - 97 Annibale Brasola (Ita) 52e - 98 Alberto Ghirardi (Ita) 43e             | - 99 Marcel Dupont (Bel) ab - 100 Olimpio Bizzi (Ita) 53e - 101 Hugo Koblet (Sui) 1e - 102 Gottfried Weilenmann (Sui) 45e - 103 Pino Cerami (Ita) ab - 104 Leo Weilenmann (Sui) 74e - 105 Fausto Marini (Ita) 41e         |

## Sources
- (nl) Cet article est partiellement ou en totalité issu de l’article de Wikipédia en néerlandais intitulé « Ronde van Italië 1950 » (voir la liste des auteurs).